# 托马斯·安托内柳斯
托马斯·安托内柳斯（瑞典語：Tomas Antonelius，1973年5月7日—），旧姓古斯塔夫松（Gustafsson），瑞典男子足球运动员，司职后卫。他曾代表瑞典国家队参加2000年欧洲足球锦标赛和2002年国际足联世界杯。